# Apostolisch vicariaat Puerto Ayacucho
Het apostolisch vicariaat Puerto Ayacucho (Latijn: Vicariatus Apostolicus Portus Ayacuquensis) is een rooms-katholiek apostolisch vicariaat met als zetel Puerto Ayacucho, in Venezuela. Het apostolisch vicariaat is vrijgesteld en valt als immediatum direct onder de Heilige Stoel, zonder te behoren tot een kerkprovincie. Alle prefecten en apostolisch vicarissen tot heden (2024) waren lid van de Salesianen van Don Bosco. 

## Geschiedenis
Het apostolisch vicariaat werd opgericht op 5 februari 1932, als de apostolische prefectuur Alto Orinoco, uit delen van het bisdom Guayana. Op 7 mei 1953 werd het verheven tot apostolisch vicariaat en veranderde van naam naar apostolisch vicariaat Puerto Ayacucho. 

## Parochies
Het apostolisch vicariaat had in 2020 een oppervlakte van 180.000 km2 en telde 252.500 inwoners waarvan 71,2% rooms-katholiek was.

## Ordinarii

### Prefecten
- Enrico de Ferrari (14 november 1932 - 3 augustus 1945)
- Cosme Alterio (31 januari 1947 - 21 augustus 1950)

### Apostolisch vicarissen
- Segundo García Fernández (21 augustus 1950 - 5 oktober 1974)
- Enzo Ceccarelli Catraro (5 oktober 1974 - 23 oktober 1989)
- Antonio Ignacio Velasco Garcia (23 oktober 1989 - 27 mei 1995)
- José Ángel Divassón Cilveti (23 februari 1996 - 14 oktober 2015)
- Jonny Eduardo Reyes Sequera (14 oktober 2015 - heden)